# Polska samoobrona na Wołyniu

Woj. wołyńskie, II Rzeczpospolita

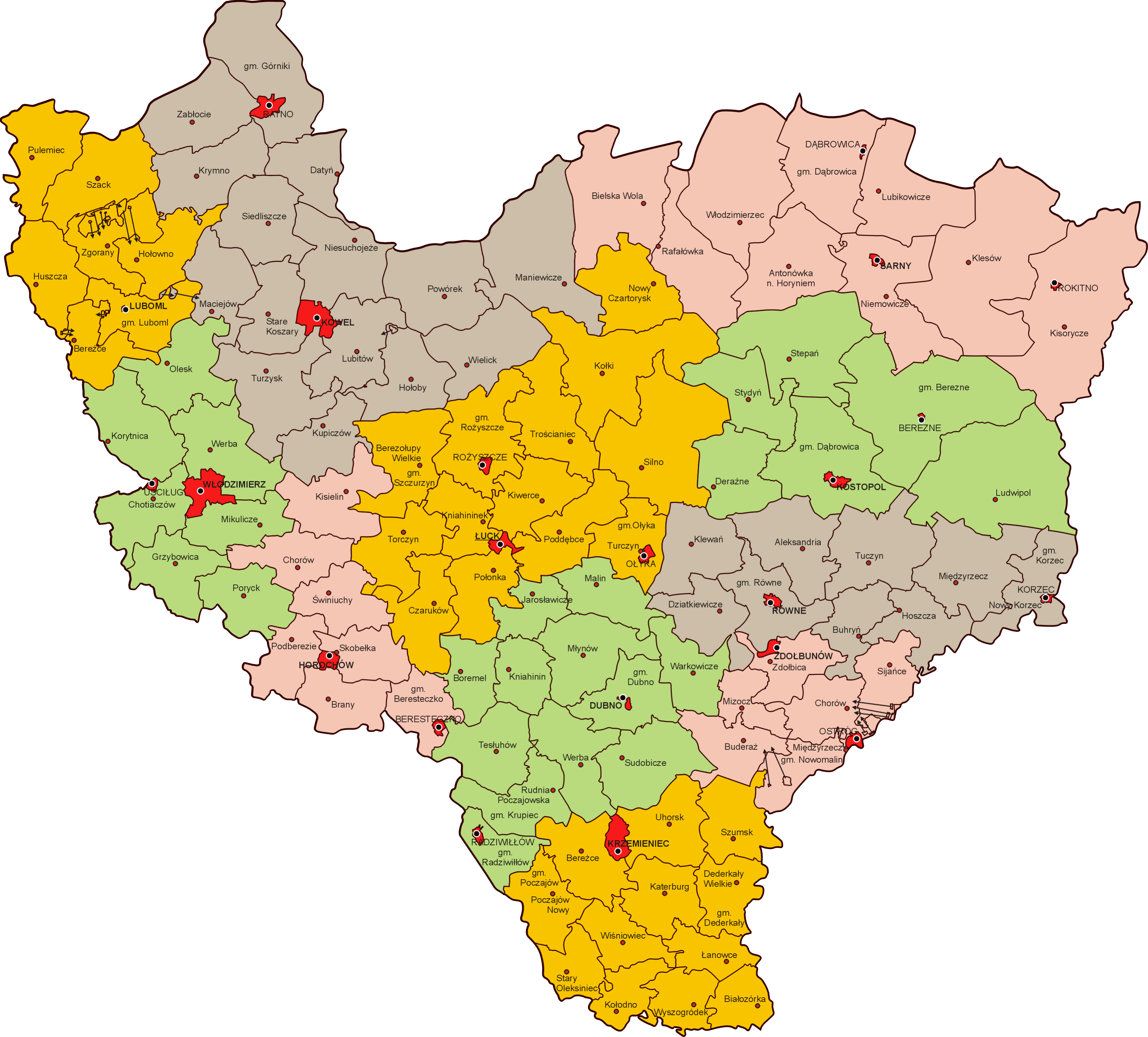
Mapa województwa wołyńskiego z 1939

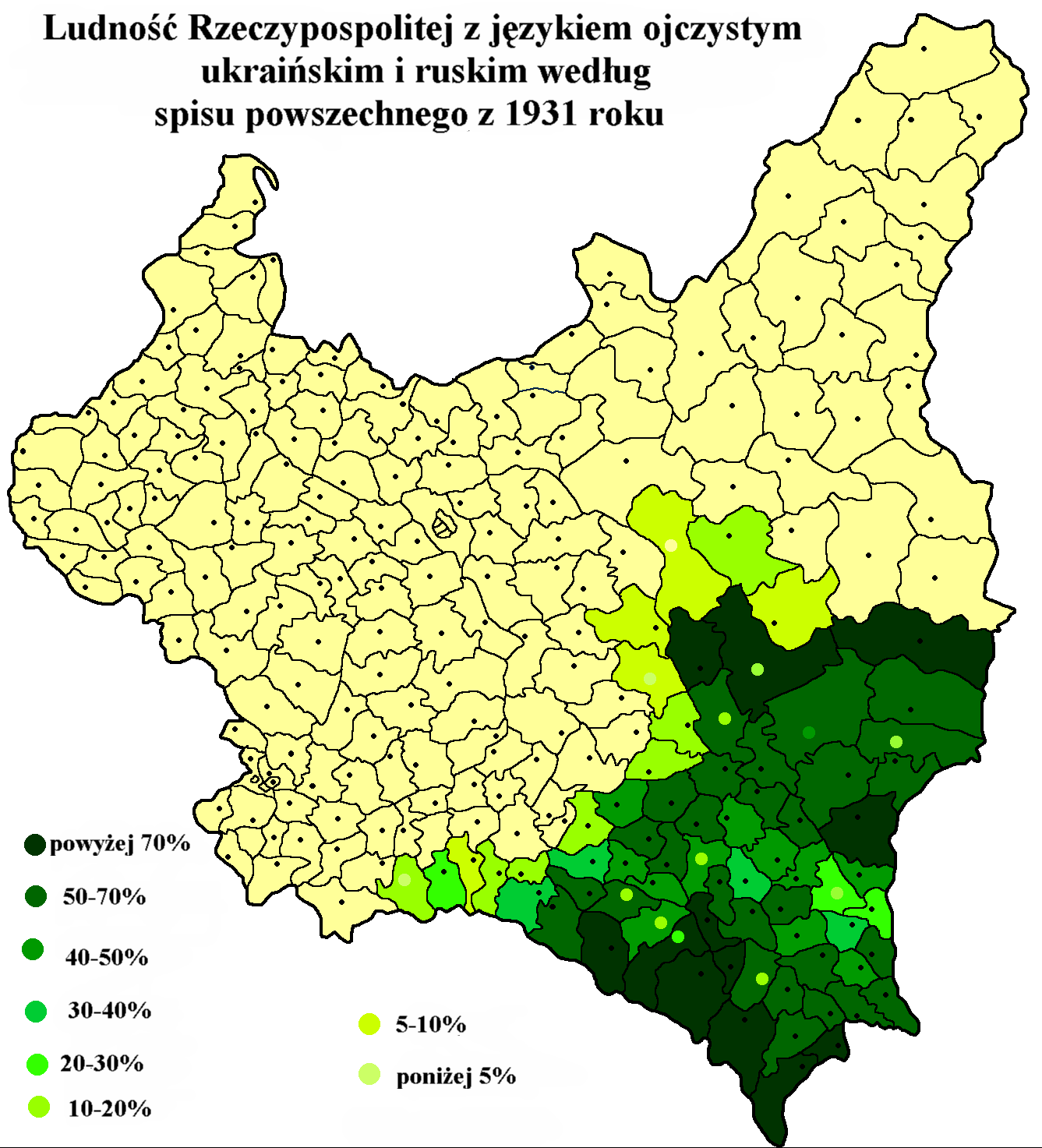
Ludność Rzeczypospolitej z językiem ojczystym ukraińskim i ruskim, według spisu powszechnego 1931 roku

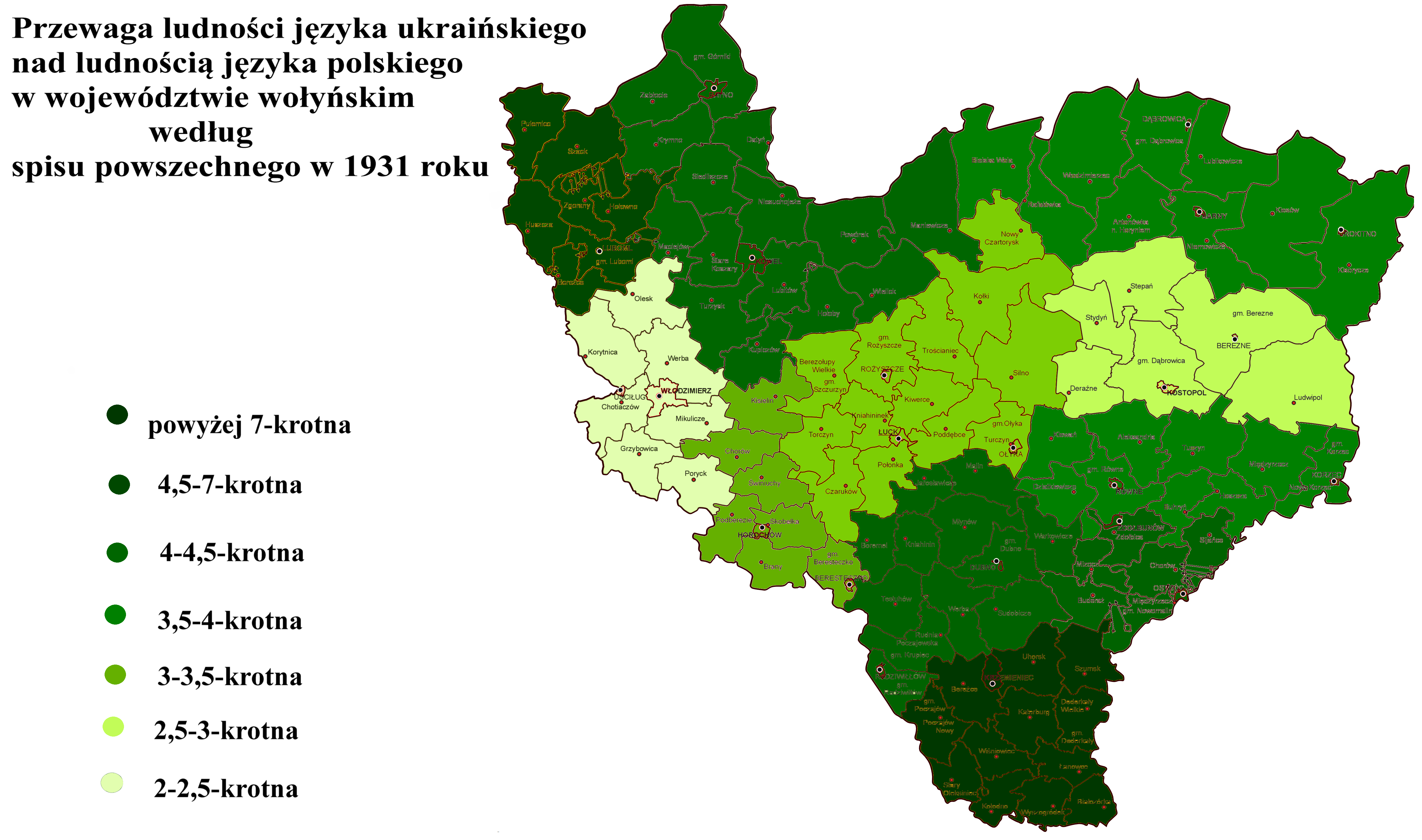
Przewaga liczebna ludności języka ukraińskiego nad ludnością języka polskiego w województwie wołyńskim według spisu powszechnego 1931 roku

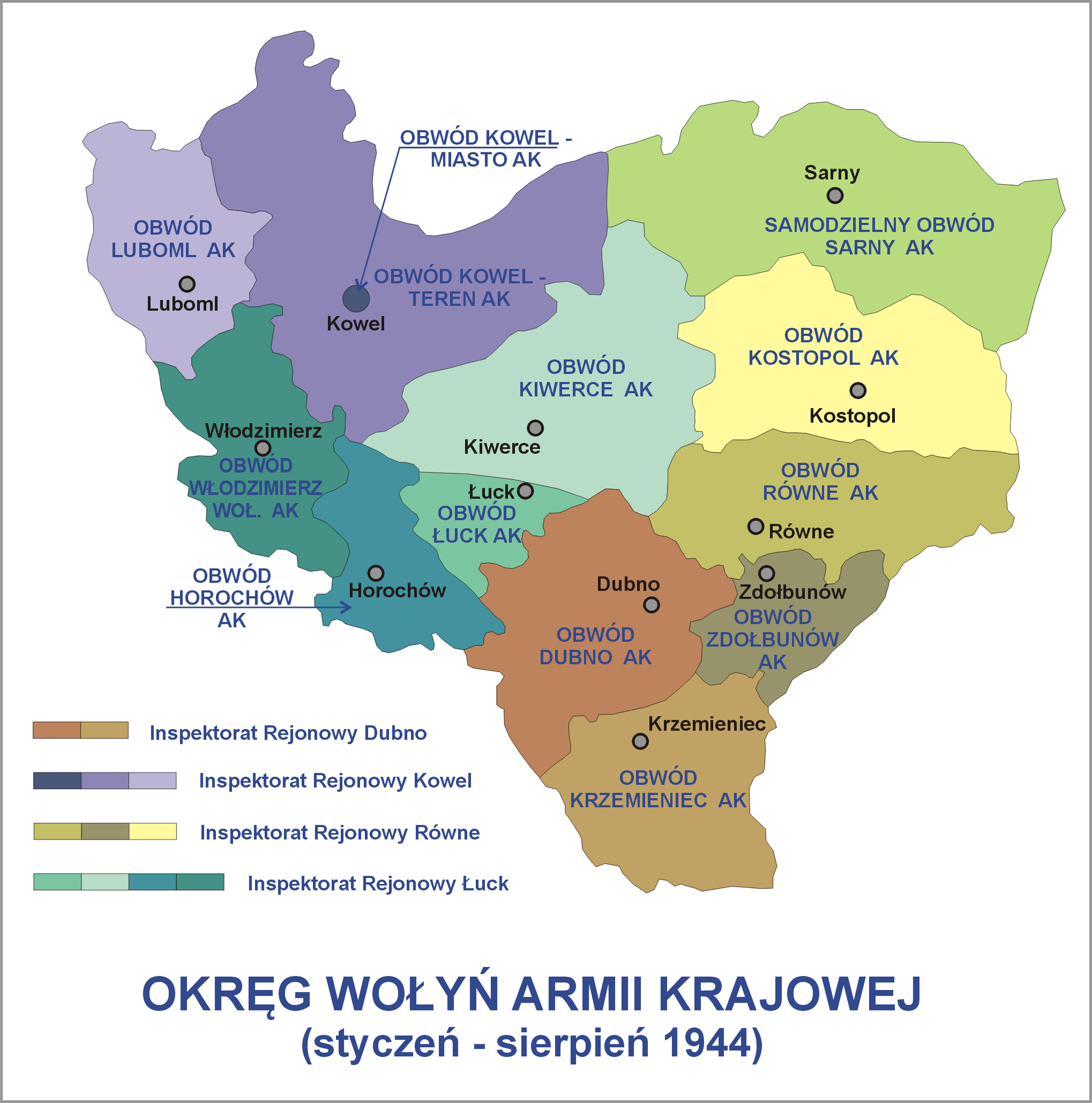
Okręg Wołyń Armii Krajowej (styczeń - sierpień 1944)

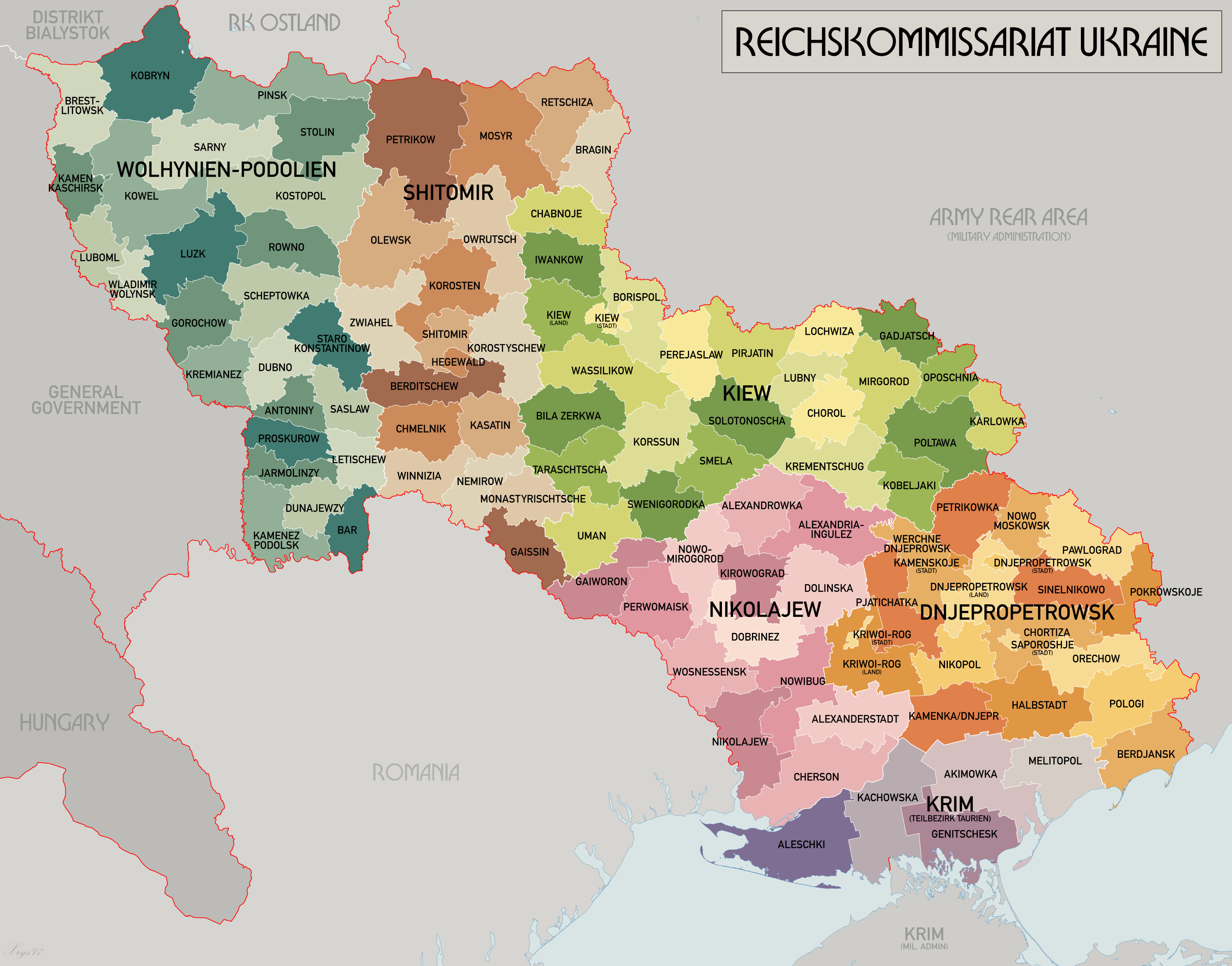
Wołyń na mapie Reichskommissariat Ukraine (stan na 1943)

Polska samoobrona na Wołyniu – zgrupowania polskiej ludności cywilnej i oddziałów Armii Krajowej w celu obrony przed masowymi mordami Polaków przez ukraińskich nacjonalistów.

## Formy obrony
Początki polskiej samoobrony na tym terenie datuje się na przełom 1942/1943. Podobne zgrupowania powstały w byłych województwach II RP: lwowskim, stanisławowskim (Podkarpacie) i tarnopolskim (zachodnia część geograficznej krainy Podola).
Na Wołyniu występowały dwie formy polskiej obrony:
- samoobrona: placówki, ośrodki i bazy samoobrony;
- oddziały partyzanckie.

Samoobrona była to zorganizowana i uzbrojona grupa kierowana przez jedną osobę bądź komitet samoobrony. W miastach (np. Dubno, Rokitno) samoobrony były częściowo zakonspirowane i działały na przedmieściach ze względu na załogi niemieckie.
Placówką samoobrony było pojedyncze polskie osiedle (wieś bądź kolonia) strzeżone przez grupę samoobrony. Przejściowo takie grupy współpracowały z oddziałami partyzanckimi. Placówki samoobrony powstawały we wsiach z dużą przewagą polskiej ludności. Rzadkością były placówki we wsiach, gdzie Polacy byli mniejszością. Ludność polska w takich wsiach była najczęściej bezbronna. 
Ośrodkami (bazami) samoobrony były zespoły polskich osiedli, posiadające własne umocnienia obronne, wzajemnie się wspierające i podejmujące wspólne akcje. Często bazy na stałe współpracowały z oddziałami partyzanckimi.

## Samoobrona

### Początki
Istniejąca wśród ludności polskiej Wołynia konspiracja borykała się z wieloma problemami. Brak było przede wszystkim ludzi o doświadczeniu wojskowym i przywódczym, większość wybitniejszych lokalnych postaci została wyeliminowana przez Sowietów w latach 1939–1941. Brak było broni i nie zauważano zagrożenia ze strony ukraińskiej.
Pierwsze oddziały samoobrony tworzone były na przełomie 1942/43 roku. Organizowali je spontanicznie lokalni przywódcy społeczności polskiej. Początkowo samoobrona ograniczała się do patrolowania okolicy, wystawiania straży, ostrzegania miejscowej ludności o pojawieniu się nieznanych oddziałów zbrojnych. Wczesną wiosną 1943 roku wraz z nasileniem masowych mordów na Polakach powiększono liczbę punktów obserwacyjnych i patroli oraz rozpoczęto zaopatrywanie placówek w broń palną. Skuteczność oddziałów samoobrony w tym okresie była niewielka, były słabo uzbrojone i nie były w stanie się obronić przed znacznie liczniejszymi oddziałami Ukraińskiej Powstańczej Armii (UPA).

### Próba organizacji
Po pierwszych, oddolnych próbach tworzenia samoobrony, proces ten wsparła i objęła kontrolą konspiracyjną Armia Krajowa, co nakazał w kwietniu 1943 Komendant Okręgu AK Wołyń płk Kazimierz Bąbiński „Luboń”:

a/ Tworząca się samorzutnie wołyńska samoobrona na terenach zagrożonych uniemożliwia lub co najmniej utrudnia dalsze napady rezunów. Na dowódców wszystkich szczebli kładę obowiązek wzięcia w swoje ręce inicjatywy w organizowaniu samoobrony, nie dekonspirując swoich związków organizacyjnych. Na nas jako kadrę dowódczą spadł obowiązek i odpowiedzialność za obronę Polaków na Wołyniu, gdyż już się krew polska nie z naszej winy polała.
 
b/ Zakazuję stosowania metod jakich stosują ukraińskie rezuny. Nie będziemy w odwecie palili ukraińskich zagród lub zabijali ukraińskich kobiet i dzieci. Samoobrona ma bronić się przed napastnikami lub atakować napastników, pozostawiając ludność i jej dobytek w spokoju.

Jednocześnie „Luboń” zakazywał współpracy w ramach samoobrony z Niemcami (w tym wstępowania do policji niemieckiej) i partyzantką sowiecką.
Publicysta historyczny Piotr Zychowicz twierdzi, że struktury Armii Krajowej (AK) nie udzieliły odpowiedniej pomocy zagrożonej ludności polskiej na obszarze Wołynia. Nie wykorzystano możliwości przerzucenia niektórych oddziałów partyzanckich AK z Lubeszczyzny na teren Wołynia. Jego zdaniem AK nie wykorzystała możliwości zaopatrzenia samoobron wiejskich w broń z magazynów Armii Krajowej, którą wydano kilka miesięcy później utworzonej w ramach Akcji "Burza" 27. Dywizji Wołyńskiej AK. Niektóre samoobrony, jak np. w Przebrażu, zwróciły się do Niemców o przyznanie wsi broni i amunicji „dla obrony ludności przed bandami leśnymi”. Uzyskana zgoda pozwoliła na stworzenie pozorów legalności dla posiadania przez obrońców Przebraża wszelkiej innej broni palnej.
Pierwszy większy ośrodek polskiej samoobrony zorganizowano na początku maja 1943 w Pańskiej Dolinie w powiecie dubieńskim. Dopiero 20 lipca (po krwawej niedzieli 11 lipca) ukazała się „Instrukcja w sprawie formowania baz samoobrony i organizacji oddziałów partyzanckich” wydana przez Okręgową Delegaturę Rządu na Wołyniu. Rozpoczęto tworzenie większych baz samoobrony, składających się z kilku wsi (placówek) o większych skupiskach ludności polskiej. Takie bazy miały być bronione przez oddziały miejscowe, wykorzystując rowy strzeleckie, prymitywne bunkry drewniano-ziemne i różnego rodzaju zasieki.
Do ważniejszych baz samoobrony na Wołyniu należały:
- w powiecie dubieńskim: Pańska Dolina
- w powiecie horochowskim: Zaturce
- w powiecie kostopolskim: Huta Stara, Huta Stepańska-Wyrka
- w powiecie kowelskim: Zasmyki, Dąbrowa
- w powiecie krzemienieckim: Dederkały, Rybcza, Kuty
- w powiecie lubomelskim: Jagodzin-Rymacze
- w powiecie łuckim: Przebraże, Antonówka Szepelska, Rożyszcze
- w powiecie sarneńskim: Antonówka
- w powiecie włodzimierskim: Bielin-Spaszczyzna, Andresówka
- w powiecie zdołbunowskim: Witoldówka, Ostróg nad Horyniem[1].

### Walka o przetrwanie
Zdecydowana większość placówek samoobrony podczas napadu poniosła klęskę, do wkroczenia na Wołyń w 1944 roku Armii Czerwonej zdołały przetrwać jedynie: Młynów, Klewań, Rokitno, Kurdybań Warkowicki, Lubomirka, Budki Snowidowickie, Osty. Wiązało się to z przebywaniem w okolicy garnizonów niemieckich, które broniły polskiej ludności cywilnej lub działań w okolicy oddziałów partyzantki polskiej i niekiedy sowieckiej.
Przetrwała natomiast większość baz samoobrony, UPA zdołała rozbić jedynie ośrodki: Huta Stepańska-Wyrka (16-18 lipca 1943) i Antonówka (30 lipca 1943). Samoobrona w Kutach, zdołała odeprzeć atak bojówek upowskich i melnykowskich, ale wobec zniszczeń i braku amunicji, ewakuowała się do Szumska a potem Krzemieńca.

## Oddziały partyzanckie

### Utworzenie oddziałów
Po zajęciu Wołynia przez Niemców w 1941 roku nie udało się stworzyć większych jednostek partyzanckich. W sierpniu 1942 Komenda Główna AK wydzieliła okręg wołyński z Obszaru nr 3 (Lwów) i podporządkowała go bezpośrednio sobie. We wrześniu 1942 komendantem okręgu mianowano płk. Kazimierza Bąbińskiego ps. „Luboń”. Okręgowym Delegatem Rządu został Kazimierz Banach ps. „Jan Linowski” (autor odezwy Do społeczeństwa Wołyńskiego), który przybył na Wołyń 21 listopada 1942 roku. Po fiasku rozmów z UPA, w trakcie których doszło do zamordowania dwóch przedstawicieli AK, Zygmunta Rumla i Krzysztofa Markiewicza, 20 lipca 1943 zadecydowano o utworzeniu oddziałów partyzanckich na Wołyniu.
Powstały wówczas oddziały:
- „Łuna” – pod dowództwem ppor. Jana Rerutko („Drzazga”), od 10 listopada 1943 oddziałem dowodził por. Zygmunt Kulczycki („Olgierd”). Oddział „Łuna” liczył 107 partyzantów.
- „Jastrząb” – pod dowództwem por. Władysława Czermińskiego („Jastrząb”) liczący około 150 partyzantów.
- „Bomba” – pod dowództwem kpt. Władysława Kochańskiego („Bomba”, „Wujek”). Oddział liczył około 500 partyzantów.
- „Strzemię” – pod dowództwem por. Zenona Blachowskiego („Strzemię”). Oddział liczył około 100 partyzantów.
- „Gzyms” – pod dowództwem por. Franciszka Pukackiego („Gzyms”) liczący około 80 partyzantów.
- „Ryszard” – dowodzony przez por. Ryszarda Walczaka („Ryszard”). Oddział liczył około 80 partyzantów.
- „Sokół” – dowodzony przez por. Michała Fijałkę („Sokół”), liczący około 120 partyzantów.
- „Kord” – dowodzony przez por. Kazimierza Filipowicza („Kord”). Oddział liczył około 80 partyzantów.
- „Piotruś” – dowodzony przez ppor. Władysława Cieślińskiego („Piotruś”), liczący około 80 partyzantów.

### Powstanie 27 Wołyńskiej Dywizji Piechoty
Na początku stycznia 1944 roku, po przekroczeniu przez Armię Czerwoną przedwojennej granicy Polski dowództwo AK zarządziło mobilizację oddziałów partyzanckich na Wołyniu i podjęło decyzję o rozpoczęciu akcji „Burza”. 28 stycznia 1944 utworzono 27 Wołyńską Dywizją Piechoty. 
Oprócz działań przeciwko Niemcom, dywizja przeprowadziła 16 większych akcji bojowych przeciw oddziałom UPA, usuwając częściowo zagrożenie dla polskiej ludności cywilnej na zachodzie Wołynia.

## Działania samoobron i oddziałów partyzanckich
Największe bazy polskiej samoobrony wspierane oddziałami partyzanckimi były niemal niezależne od okupanta, miały własną cywilną administrację i siłę zbrojną. Prowadziły pod ochroną akcje żniwne oraz zdobywały żywność we wsiach ukraińskich co zapewniło przeludnionym polskim bazom przetrwanie. Jedną z największych baz samoobrony było Przebraże, współpracujące m.in. z oddziałem AK „Bomby”.
Do większych starć doszło w Hucie Stepańskiej i Wyrce w powiecie kostopolskim, 16 lipca upowcy rozpoczęli atak, dwa dni później dowództwo obrony podjęło decyzję o przebiciu się z okrążenia. Udało się to wykonać kosztem śmierci 40 obrońców i ponad 300 osób cywilnych zamordowanych przez UPA.
Sukcesem zakończyła się obrona wsi Rybcza w powiecie krzemienieckimi, która 5 sierpnia odparła duży atak UPA i okolicznych ukraińskich chłopów. Wieś dotrwała do wkroczenia wojsk sowieckich.
We wsi Wilia na Wołyniu 6 września stoczono krwawą bitwę pomiędzy siłami polskiego podziemia (oddział AK pod dowództwem Władysława Kochańskiego wraz z grupą partyzantki sowieckiej złożonej z Polaków) a Siczy Poleskiej, po całodziennej walce polscy partyzanci wycofali się. Obie strony poniosły ciężkie straty, w bitwie zginął m.in. Iwan Mitrynga
12 listopada 1943 roku oddziały „Jastrzębia” i „Sokoła”, operujące w rejonie bazy samoobrony w Zasmykach, zdobyły po walkach z UPA miasteczko Kupiczów w powiecie kowelskim.

## Podsumowanie
Maksymalna liczba placówek samoobrony wynosiła około 128 (lipiec 1943) wobec 3400 miejscowości na Wołyniu, w których mieszkali Polacy. We wszystkich oddziałach partyzanckich do stycznia 1944 służyło maksymalnie 1500 osób, mając przeciwko sobie co najmniej 15 tys. członków UPA. Samoobrona i oddziały partyzanckie powstały zbyt późno i były zbyt małe, by zapobiec zbrodniom. Według ustaleń Siemaszków w walkach samoobrony z UPA zginęło co najmniej 262 Polaków i co najmniej 311 członków UPA. Straty wśród cywilów wynosiły: 60 tys. ofiar ludności polskiej i 2-3 tys. ofiar ludności ukraińskiej zabitej w akcie polskiego odwetu. Na podstawie tych danych o wydarzeniach na Wołyniu w latach 1943–1944 nie możemy mówić jako o wojnie polsko-ukraińskiej, ale o rzezi wołyńskiej.

## Upamiętnienie
10 listopada 2017 r. na Grobie Nieznanego Żołnierza w Warszawie zostały odsłonięte dwie tablice pamiątkowe poświęcone obrońcom polskich miejscowości na Wołyniu, Małopolsce Wschodniej i Lubelszczyźnie przed UPA i OUN. Wymieniono na nich następujące miejsca starć zbrojnych: Huta Stepańska-Wyrka, Przebraże, Pańska Dolina, Rybcza, Zasmyki, Jagodzin-Rymacze, Kupiczów, Hanaczów, Stanisłówka, Łukowiec Wiszniowski, Łukowiec Żurawski, Puzów – Stężarzyce, Korytnica, Biłka Królewska – Biłka Szlachecka, Narol i Posadów – Rzeczyca. W ostatniej chwili z jednej z tablic usunięto nazwę Birczy.